# استرید کلیو
استرید کلیو (انگلیسی: Astrid Cleve; ۲۲ ژانویهٔ ۱۸۷۵ – ۸ آوریل ۱۹۶۸) یک دانشمند گیاه‌شناس اهل سوئد بود. او نخستین زن در کشور سوئد بود که موفق به کسب مدرک دکترای علوم شد.

## زندگی شخصی و مرگ
آسترید ماریا کلیو در ۲۲ ژانویه ۱۸۷۵ در اوپسالا، سوئد به دنیا آمد. او دختر بزرگ شیمیدان، اقیانوس‌شناس، زمین‌شناس و پروفسور پر تئودور کلیو و نویسنده کارولینا آلما «کارالما» اوهبوم (معروف به آلما کلیو) بود. خواهران کوچکتر او اگنس کلیو جاناند (۱۹۵۱–۱۸۷۶)، هنرمند تجسمی و پیشگام مدرنیسم در سوئد و خواهر دیگرش سلی برونیوس (۱۹۸۰–۱۸۸۲) روزنامه‌نگار بودند. او و خواهرانش تحصیلات اولیه خود را در خانه نزد مادرشان آموختند، مادر آنها یکی از اولین زنانی بود که تحصیلات ژیمناستیک را در کشور به پایان رساند و یکی از مدافعان برجسته حقوق زنان و تحصیلات به‌شمار می‌رفت. کلیو از سن یازده تا سیزده سالگی به‌طور رسمی در یک مدرسه شبانه‌روزی در لوزان تحصیل کرد و پس از آن تحصیلات متوسطه خود را در خانه به پایان رساند. پدرش اصول علمی را در آزمایشگاهش به او آموخت، جایی کهاو دربارهٔ پلانکتون‌ها مطالعه کرد. این تجربه شکل‌دهنده علاقه کلیو به جلبک‌ها بود و کنجکاوی او دربارهٔ دیاتومه‌ها را برانگیخت. او در شانزده سالگی مدرک لیسانس خود را گرفت. او در پاییز ۱۸۹۱ برای تحصیل در رشته علوم طبیعی در دانشگاه اوپسالا ثبت نام کرد. او در ژانویه ۱۸۹۴ با مدرک لیسانس از این دانشگاه فارغ‌التحصیل شد. او سپس به عنوان استادیار شیمی در دانشگاه مترقی استکهلم استخدام شد. در حین کار در دانشگاه استکلهم با بیوشیمیدان آلمانی-سوئدی و بعدها برنده جایزه نوبل هانس فون اویلر-چلپین آشنا شد. آنها در سال ۱۹۰۲ ازدواج کردند و او نام آسترید کلیو فون اویلر را گرفت. آنها در کنار یکدیگر پنج فرزند بزرگ کردند، که سه تن از آنها مدت کوتاهی پس از ترک دانشگاه به دنیا آمدند که یکی از آنها فیزیولوژیست آینده و برنده جایزه نوبل اولف فون اویلر بود. این ازدواج در سال ۱۹۱۲ پایان یافت. هفده سال بعد، در سال ۱۹۲۹، هانس فون اویلر-چلپین جایزه نوبل شیمی را برای مطالعاتش در مورد تخمیر دریافت کرد. پس از پایان کار تدریس، او به ورملند نقل مکان کرد، جایی که از سال ۱۹۱۷ تا ۱۹۲۳ در آنجا زندگی کرد و رئیس آزمایشگاه جنگل‌داری شد. او به انجام تحقیقات علمی در آنجا ادامه داد. پس از حضور در آنجا، کلیو و خانواده‌اش به مدت سه سال به اوپسالا نقل مکان کردند. در سال ۱۹۳۳ آنها به مزرعه ای در لیندزبرگ نقل مکان کردند. علاوه بر کشاورزی، کلیو با تدریس در شهر ریسکولا، از خانواده‌اش حمایت کرد. در سال ۱۹۴۹، خانواده به اوپسالا بازگشتند، جایی که او اکثر سالهای باقی مانده خود را در آنجا گذراند. در آن سال، او حودش را یک کاتولیک خواند. آسترید کلیو فون اویلر در ۸ آوریل ۱۹۶۸ در آسایشگاه سالمندان وستراس در سن ۹۳ سالگی درگذشت. او در طول زندگی خود علایق خصوصی زیادی داشت، از جمله ادبیات و فلسفه فرانسه.

## مناقشات مربوطه
خیابانی به نام او در مجاورت بیمارستان دانشگاه کارولینسکا نامگذاری شده اما پس از افشای اخیر همدردی مادام‌العمر او با نازیسم، این خیابان برای تغییر نام مورد بررسی قرار گرفته است.